# Dactylotula
Dactylotula is een geslacht van vlinders van de familie tastermotten (Gelechiidae).

## Soorten
- D. altithermella (Walsingham, 1903)
- D. kinkerella

Helmpalpmot (Snellen, 1876)